# Smer (napilap)
A Smer egy regionális politikai napilap volt az egykori Csehszlovákiában. Szlovákia Kommunista Pártja közép-szlovákiai kerületi pártbizottságának sajtótermékeként Besztercebányán adták ki. Első lapszáma 1949. március 11-én jelent meg. Kezdetben hetilapként, 1964. augusztus 25-től kerületi (megyei) napilapként jelent meg. Példányszáma az 1970-es évek végén 40 000 volt. Az 1989-es rendszerváltás után megszűnt.